# Bracia polscy

Ośrodki braci polskich w Rzeczypospolitej Obojga Narodów około 1573 (zobacz mapę w powiększeniu)

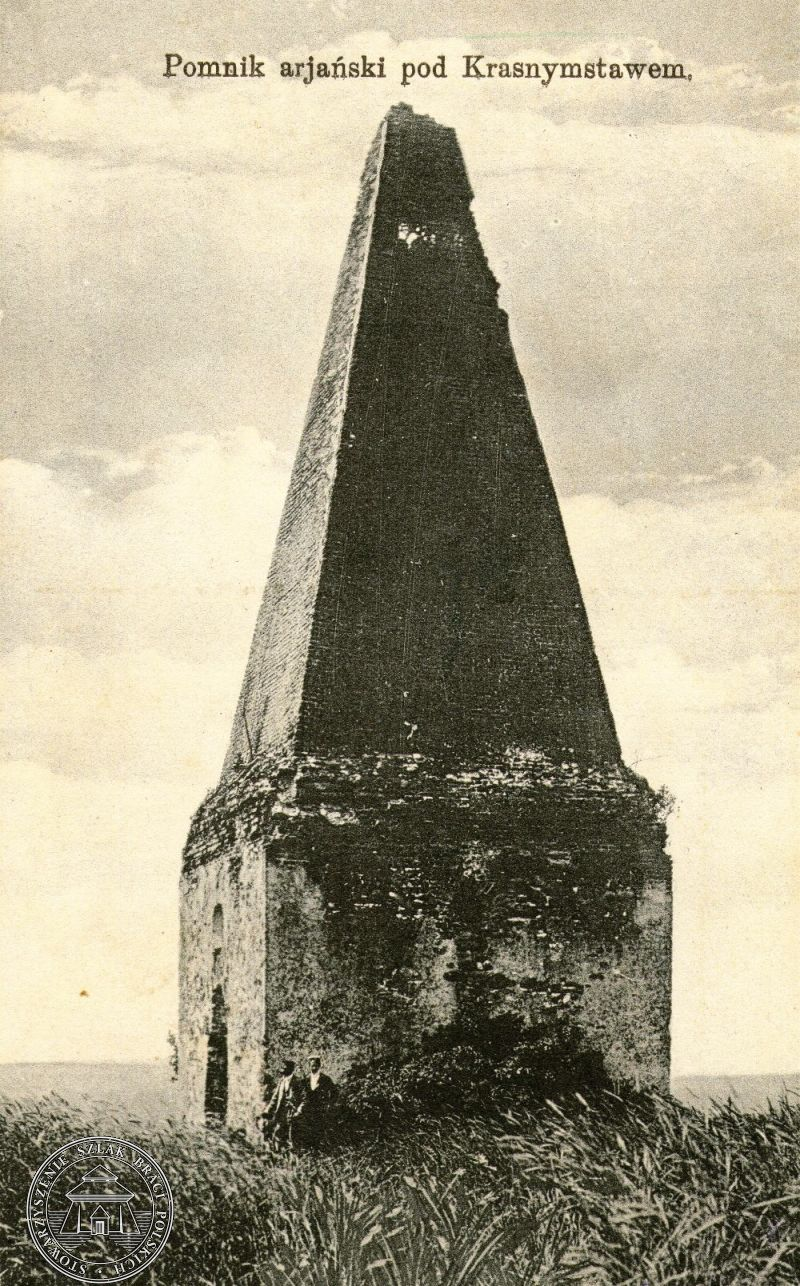
Grobowiec rodziny ariańskiej Orzechowskich w Krynicy

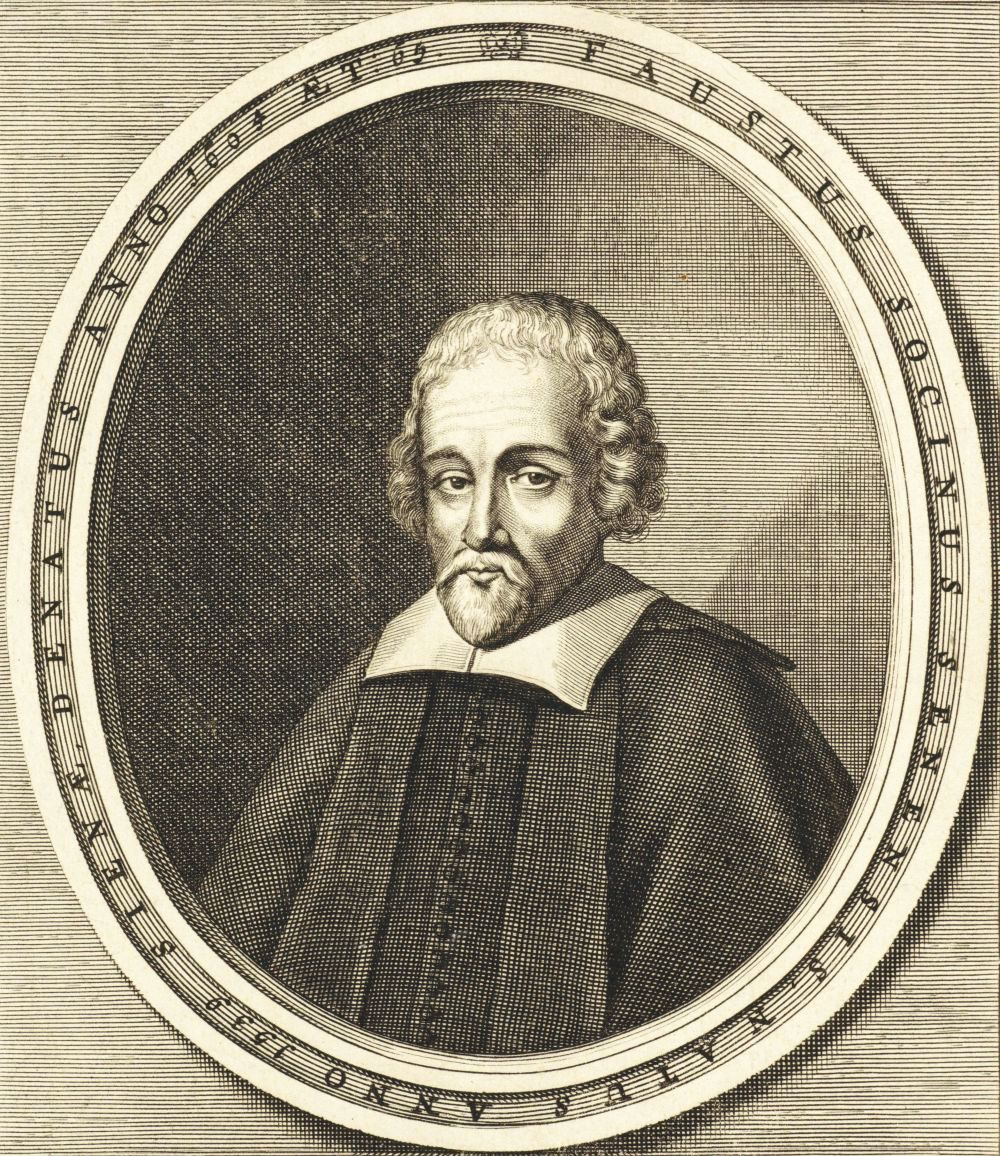
Faust Socyn

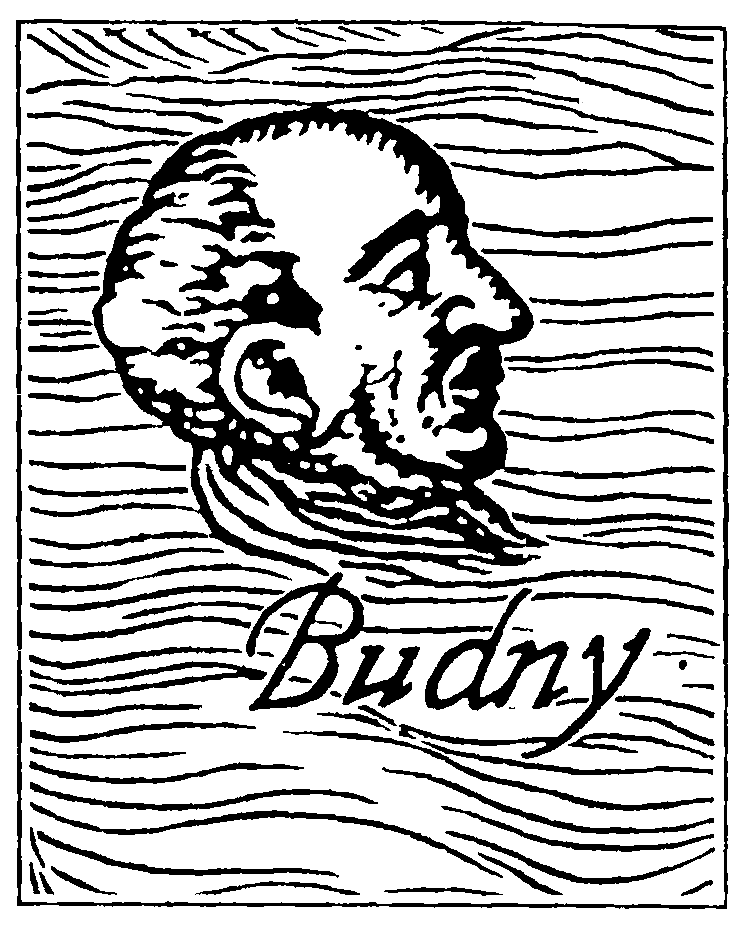
Szymon Budny

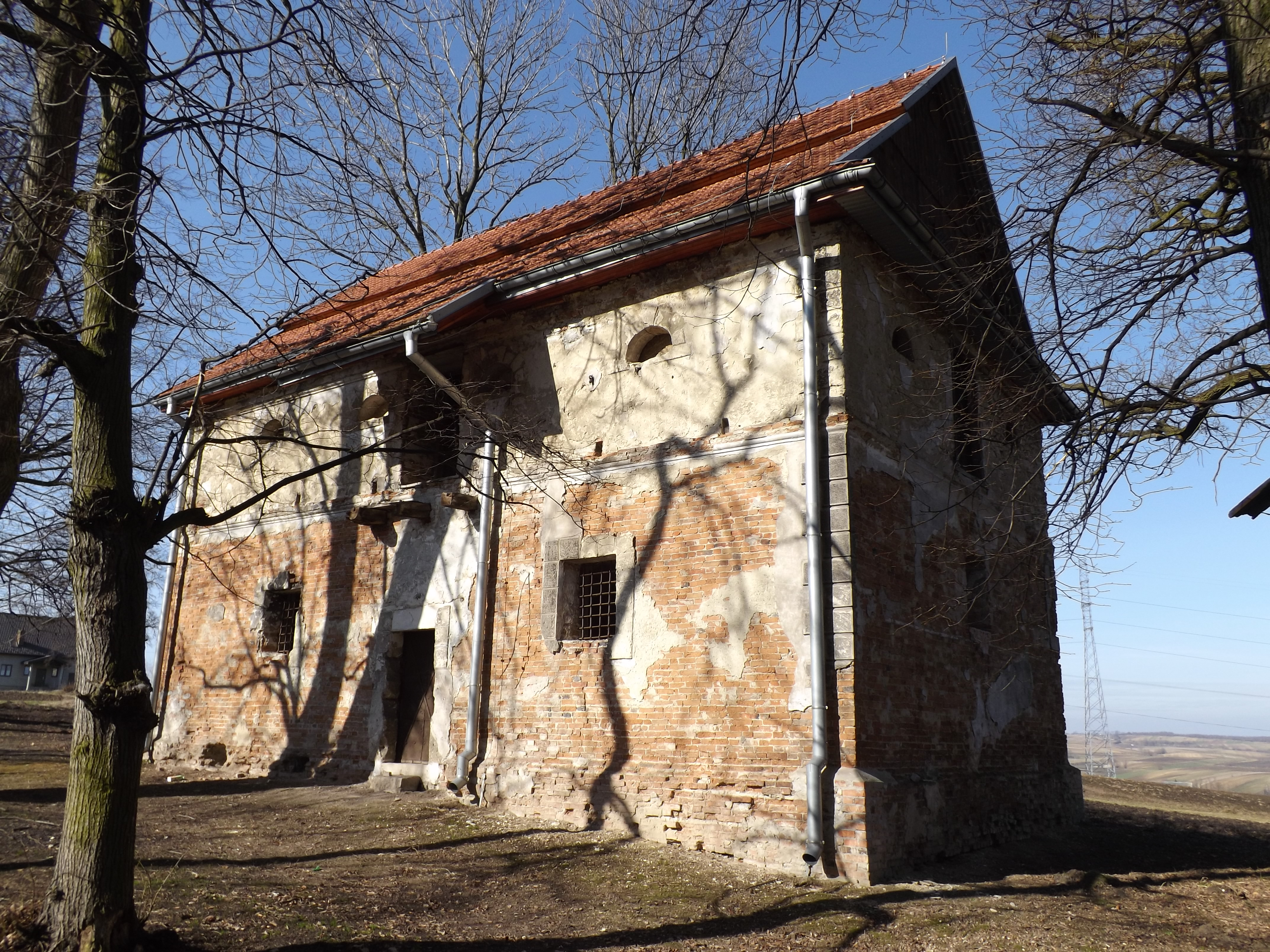
Zbór braci polskich w Cieszkowach

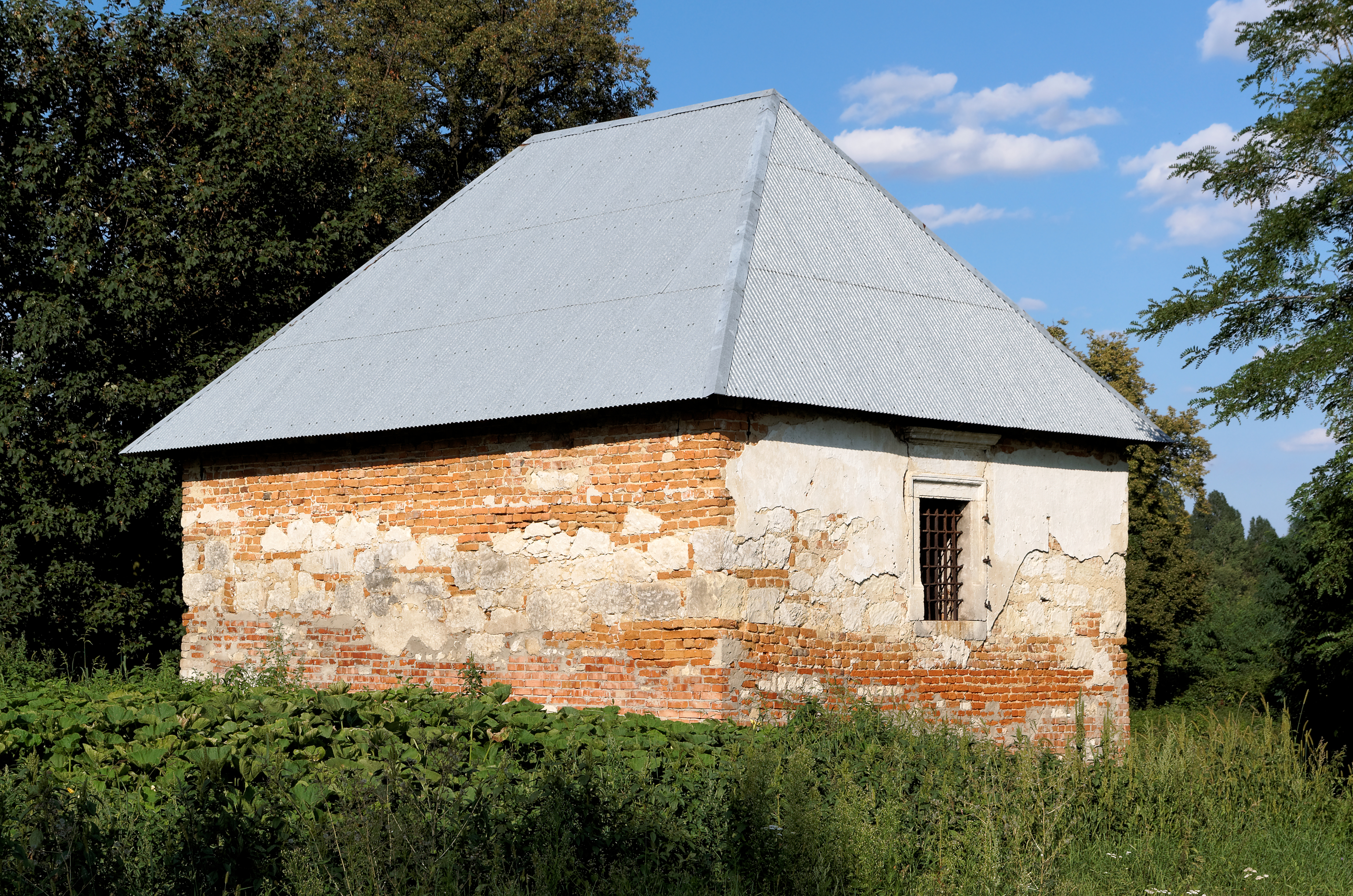
Zabytkowy zbór braci polskich z XVII wieku w Kolosach

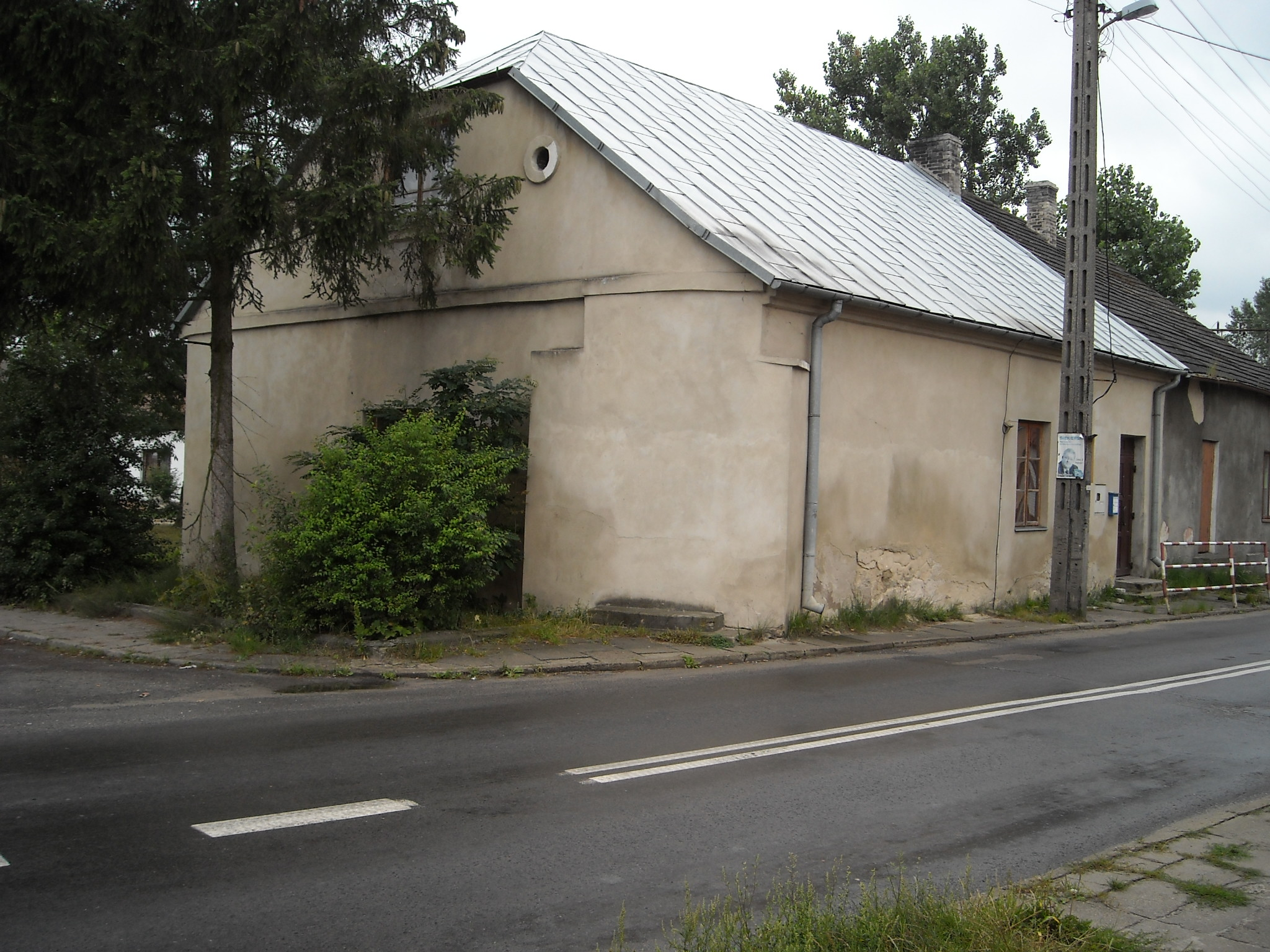
Dom braci polskich w Rakowie

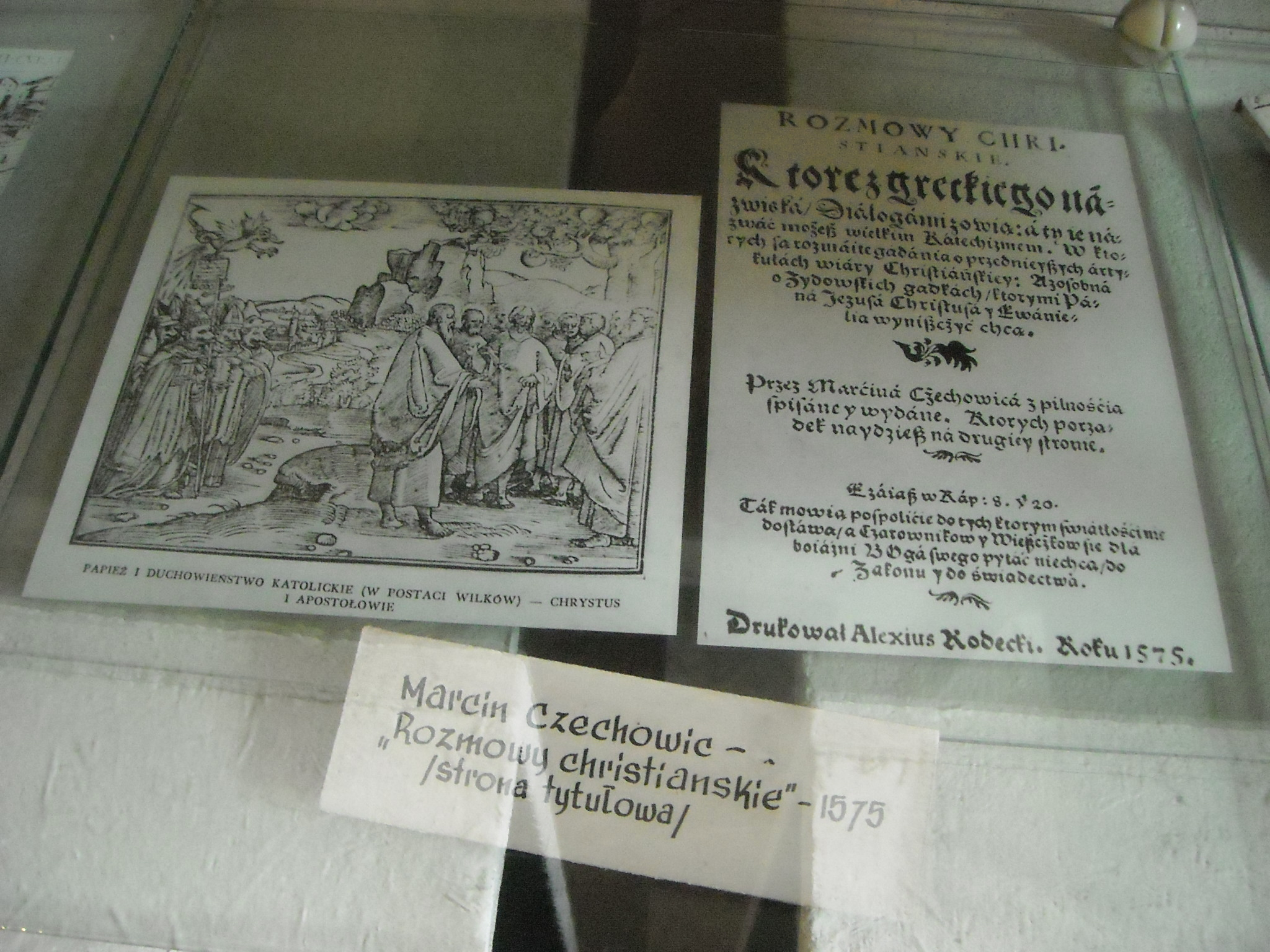
Strona tytułowa Rozmów Christianskich – zbiory Muzeum Regionalnego w Pińczowie

Bracia polscy (potocznie zwani również arianami, socynianami, antytrynitarzami) – unitariańska wspólnota religijna, która wyodrębniła się w latach 1562–1563 z polskiego Kościoła reformowanego, stanowiąca najbardziej radykalny odłam reformacji w Polsce, powstały dzięki niektórym teologom ewangelickim (np. Miguel Servet) oraz uchodźcom z południowej i zachodniej Europy (głównie włoscy unitarianie), prześladowanym przez katolicką inkwizycję.
W trakcie potopu szwedzkiego w 1658 roku uchwałą sejmu polskiego nakazano im w ciągu trzech lat zmienić wyznanie lub opuścić Rzeczpospolitą. Po upływie tego terminu, przynależność do zboru braci polskich miała być karana śmiercią. W 1659 wymogi te zaostrzono, zmianę wyznania dopuszczano wyłącznie w przypadku konwersji na katolicyzm, czas do wyboru skrócono do 2 lat, czyli do lata 1660. Po wygnaniu kontynuowali działalność przede wszystkim w Siedmiogrodzie, Niderlandach i Prusach Książęcych. Ich ostatnie wspólnoty za granicą zanikły w 1803 roku.

## Historia

### Pojawienie się braci polskich
Pod koniec pierwszej połowy XVI wieku powstało krakowskie koło humanistów, któremu nieformalnie przewodził Franciszek Lismanin, a którzy m.in. omawiali pisma, komentarze i tłumaczenie Nowego Testamentu Erazma z Rotterdamu. Zawarte przez niego krytyczne uwagi do tradycyjnych przekładów i scholastyki miały stanowić impuls do późniejszych dyskusji. Na jednym ze spotkań koła około roku 1546 pojawił się pochodzący z Niderlandów badacz Biblii nazwany Spiritus, który jako pierwszy w Polsce zakwestionował dogmat Trójcy Świętej.
Niezależnie od działań koła w 1550 bp Samuel Maciejowski sprowadził jako profesora języka hebrajskiego Uniwersytetu Krakowskiego Włocha Francesco Stancaro, który głosił poglądy unitariańskie. Choć wkrótce został on na kilka lat zmuszony do opuszczenia Polski, zastąpił go inny Włoch, Giorgio Biandrata (Jerzy Blandrata), który przekonał do osiedlenia się w Polsce kolejnych włoskich unitarian uchodzących przed prześladowaniami.
22 stycznia 1556 roku, podczas kalwińskiego synodu w Seceminie, w trakcie swojego wystąpienia, Piotr z Goniądza po raz pierwszy w Polsce publicznie zakwestionował istnienie Trójcy Świętej, twierdząc, że Bogiem Najwyższym jest tylko Bóg Ojciec, a Jezus Chrystus otrzymał boskość od niego. Choć 1 maja 1556 podczas synodu w Pińczowie został on ekskomunikowany i wygnany z Małopolski, nie zatrzymało to działalności unitarian. Podczas synodu w Pińczowie w 1562 roku Stanisław Paklepka i Grzegorz Paweł z Brzezin odrzucili dogmat Trójcy Świętej jako koncepcję „papieską”, nie opartą na świadectwie Biblii, a 2 kwietnia tego roku synod większością głosów zaaprobował wyznanie wiary odrzucające wiarę w Trójcę Świętą. Pierwszy zbór braci polskich powstał 16 października 1562 w wyniku rozłamu w krakowskim zborze kalwińskim. Bracia polscy utworzyli reformacyjny tzw. „Zbór Mniejszy”. Podczas synodu w Pińczowie – zorganizowanego w październiku 1563 roku – powołano „Polski Mniejszy Kościół Reformowany” (Ecclesia Minor) skupiający członków wspólnoty braci polskich, w odróżnieniu od Kościoła reformowanego zwanego „Zborem Większym” i skupiającego kalwinistów.
Przeciwnicy religijni z kręgu kalwinistów złośliwie nazwali ich: „arianami”, choć ich nauka znacząco odbiegała od nauki Ariusza. Nazywano ich również „socynianami” (od Fausta Socyna) czy „antytrynitarzami”, gdyż odrzucali Trójcę. Sami siebie nazywali „braćmi polskimi” oraz za Janem Lubienickim – „chrystianami”. W 1565 w Węgrowie wyodrębniła się z kalwinizmu grupa braci polskich pod przywództwem Piotra z Goniądza i Giorgio Biandraty. Później na Mazurach określano ich „unitariuszami”.

### Rozwój wspólnoty
Wśród braci polskich było wielu wybitnych pisarzy epoki. Swoje dzieła wydawali oni w założonej w 1574 roku drukarni Aleksego Rodeckiego. Do najwybitniejszych członków wspólnoty należeli: pisarz Andrzej Frycz Modrzewski, teolodzy i pisarze: Faust Socyn, Piotr z Goniądza, Grzegorz Paweł z Brzezin, Marcin Czechowic, Jan Niemojewski, Mikołaj Sienicki, Stanisław Lubieniecki młodszy, historyk Erazm Otwinowski, pisarz, filozof i hebraista Szymon Budny – autor tłumaczenia Biblii nazwanego Biblią nieświeską oraz licznych rozpraw religijnych, np. Przeciw Trojczanom, obalającej liczne argumenty przytaczane na uzasadnienie nauki o Trójcy Świętej, a także Andrzej Wiszowaty, kaznodzieja i minister zborów, autor wielu traktatów religijnych (wśród nich najsłynniejszy Religio rationalis – o religii zgodnej z rozumem), wydawca dorobku braci polskich Bibliotheca Fratrum Polonorum na emigracji w Amsterdamie.
Pod koniec XVI wieku na terenie Małopolski działały 52 zbory braci polskich. Głównymi ośrodkami ruchu były: Pińczów oraz Raków, gdzie w latach 1602–1638 działała Akademia Rakowska, z aktywnie działającym domem wydawniczym, a także Kraków, Lublin, Nowy Sącz, Lewartów (obecnie Lubartów), Lusławice, Kisielin na Wołyniu, Śmigiel, Węgrów, Iwie i Łosk.
Wiodącym pedagogiem braci polskich był Wojciech z Kalisza, rektor szkoły ariańskiej w Lewartowie.
Bracia polscy nie brali udziału w porozumieniu pomiędzy wyznaniami protestanckimi w Rzeczypospolitej: luteranami, kalwinami oraz braćmi czeskimi, zawartym 14 kwietnia 1570 roku w Sandomierzu, zwanym zgodą sandomierską. Wkrótce podobnie jak inne wyznania zostali objęci pierwszym aktem prawnym, gwarantującym pokój między różnowiercami w Rzeczypospolitej, jakim była Konfederacja Warszawska, uchwalona na pierwszym sejmie konwokacyjnym w 1573 roku w Warszawie. Jednym z rzeczników politycznej współpracy z braćmi polskimi był przywódca kalwinistów małopolskich Stanisław Chrząstowski.
W roku 1574 Grzegorz Paweł razem z Jerzym Szomanem, byłym kanonikiem raciborskim, ułożył pierwszy katechizm braci polskich. Pracował nad nim również sam Faust Socyn. Po jego śmierci w roku 1604 synod polecił dokończenie pracy Hieronimowi Moskorzowskiemu i Walentemu Szmalcowi. Ostatecznie katechizm został opublikowany w języku polskim w roku 1605, a cztery lata później po łacinie. Tłumaczono go również na inne języki. Był on przez jednych witany z entuzjazmem, przez innych zwalczany i niszczony.

### Prześladowanie braci polskich
Choć w XVI wieku w Polsce panowała pewna miara wolności religijnej, jednak wolność ta była rozumiana w sposób selektywny. Zazwyczaj była ogromnie ceniona, lecz tylko w przestrzeni prywatno-prawnej. Bracia polscy byli ruchem mocno prześladowanym. Po wyborze znanego z nietolerancji religijnej Stefana Batorego na króla, w obawie przed prześladowaniami opuścili Polskę naturalizowani Polacy Jakub Paleolog i Andrzej Dudycz. 30 kwietnia 1598 roku grupa krakowskich studentów, podburzonych przez miejscowy kler katolicki, wywlekła Fausta Socyna z jego mieszkania, spaliła jego księgozbiór i usiłowała go zabić. W roku 1611 Iwan Tyszkiewicz za rzekome bluźnierstwo i herezję został skazany na śmierć, a następnie w okrutny sposób uśmiercony.
W Rzeczypospolitej zdarzały się także przypadki niszczenia mienia i pogromów braci polskich. Dla przykładu w maju 1591 roku w Krakowie podczas rozruchów antyprotestanckich zburzono zbór braci polskich (znajdujący się w miejscu obecnego kościoła św. Tomasza Apostoła przy ul. Szpitalnej 14), a 2 sierpnia 1627 podczas tumultu w Lublinie zburzono lubelski zbór wspólnoty.
Na wydanym w roku 1603 pierwszym polskim indeksie ksiąg zakazanych opracowanym z inicjatywy kardynała Bernarda Maciejowskiego wśród 60 autorów o możliwej identyfikacji wyznaniowej znalazło się 14 członków wspólnoty braci polskich (najwięcej po 18 kalwinistach). Na 318 dzieł z tego indeksu z podanym miejscem wydania 34 opublikowano w Rakowie (najwięcej po Krakowie – 108).
W roku 1638, pod pretekstem rzekomego sprofanowania przydrożnego krzyża przez kilkunastu uczniów, biskup krakowski Jakub Zadzik doprowadził do rozwiązania Akademii Rakowskiej, a jej wykładowców skazano na banicję pod karą śmierci. Zlikwidowano także dom wydawniczy Sebastiana Sternackiego i zbór w Rakowie. Następnie zamknięto oficynę wydawniczą Sternackiego w Krakowie. W niektórych miejscowościach, zwłaszcza na Podkarpaciu, dochodziło do pogromów braci polskich, w trakcie których napadano na ich dwory, ograbiano a niektórych zamordowano.

### Wygnanie braci polskich z Polski
Stopniowe ograniczenia wolności religijnej innowierców wywołały spiralę narastającej niechęci, a nawet wrogości między katolikami a innowiercami. Szukając pomocy w respektowaniu tolerancji religijnej innowiercy zwracali się do zagranicznych współwyznawców w luterańskiej Szwecji, co zwiększało niechęć katolików i sprowadzało na innowierców kolejne represje, jednocześnie jeszcze mocniej zmuszając ich do szukania wsparcia w krajach ościennych. Przełomem w stosunkach braci polskich z katolikami stał się potop szwedzki.
W trakcie trwania najazdu Szwedów król Jan Kazimierz przed zdobyciem Warszawy złożył ślub wypędzenia arian z Polski. Powodem miało być ich sprzyjanie szwedzkiemu najeźdźcy. Niektórzy bracia polscy uczestniczyli w zawieraniu układu w Kiejdanach, poddającego Litwę Szwecji, przygotowaniu tzw. traktatu w Radnot, który dzielił szwedzką i siedmiogrodzką strefę wpływów. Członkowie zboru ewentualne rządy Karola Gustawa łączyli z powrotem wolności religijnej dla swojej wspólnoty, dlatego chętnie przyłączali się do jego wojsk, występowali w roli jego administratorów, w zajętych przez Szwedów miejscowościach (np. Kraków, Białystok) organizowali swoje ośrodki. Związane z tym oskarżenia kierowano w stronę Aleksandra, Stanisława, Gabriela, Krzysztofa i Mikołaja Lubienieckich, Aleksandra Mierzeńskiego, Zbigniewa Morsztyna (11 października 1655 w imieniu rodziny podpisał akt poddańczy wobec Karola Gustawa, jednak już w grudniu 1655 walczył z powrotem przeciwko Szwedom), Seweryna Morsztyna, Krzysztofa Taszyckiego, Piotra Królewskiego, Andrzeja Gnoińskiego, Wespazjana Schlichtinga czy Stefana Przypkowskiego. Członkowie zborów braci polskich padli ofiarą powszechnego oburzenia. Gorącym zwolennikiem wypędzenia braci polskich był biskup krakowski Andrzej Trzebicki.
Na mocy ustaw sejmowych z roku 1658 i następnych zostali zobowiązani do przejścia w ciągu trzech lat na katolicyzm lub opuszczenia kraju. Okres ten skrócono do dwóch lat, w trakcie których mieli wyprzedać majątki i przenieść się za granicę. W konsekwencji bracia polscy zostali wygnani z Polski. Rzeczywistą przyczyną wygnania braci polskich były względy dogmatyczne, gdyż na tych samych obradach sejmu podjęto uchwałę o amnestii dla wszystkich zwolenników Szwedów. Było to pierwsze tak poważne naruszenie wolności religijnej w Rzeczypospolitej oraz pierwsza, a zarazem ostatnia, banicja grupy religijnej na terenie Polski i Litwy. W wyniku ustawy znaczna część wyznawców wyemigrowała z kraju, zanosząc unitariańską myśl teologiczną do innych państw. Bracia polscy osiedlili się: w Holandii, gdzie część przystąpiła do Kościoła remonstranckiego, Prusach Książęcych, Siedmiogrodzie, gdzie w Koloszwarze (Cluj) utworzyli osobny zbór, na Śląsku (głównie w Kluczborku) i w północnych Niemczech (Friedrichstadt). Część pozostałych w Rzeczypospolitej braci polskich przeszła do podziemia. Kryptoarianie chrzczeni byli w Pińczowie i okolicach do 1684. Kryptoariański ośrodek w Jankówce funkcjonował jeszcze w pierwszych latach XVIII wieku. Tajne pomieszczenia w dworach, miejsca spotkań braci polskich, wykorzystywane były później w XIX wieku jako kryjówki w czasie powstań narodowych. Ich wspólnoty za granicą również stopniowo zanikły; najdłużej, przetrwały w Koloszwarze (do 1784) i w Kosinowie Prusach (do 1803).
Ustawa była zwieńczeniem kontrreformacyjnej fali prześladowań i pogromów, które dotknęły wspólnotę w latach 1655–1660; obok braci polskich prześladowania objęły braci czeskich, którzy w trakcie potopu szwedzkiego bez walki oddali prywatne miasto szlacheckie Leszno Szwedom. Idea unitarianizmu zachowała się w Kościołach unitariańskich. Założony w 1568 roku przez Ferenca Dávida Unitariański Kościół Siedmiogrodu istnieje do dziś.

## Kobiety wśród braci polskich
Pozycja kobiety w środowisku braci polskich była nieporównywalnie mocniejsza niż pozycja innych protestantek oraz katoliczek. Zgorszenie i zdziwienie opinii publicznej wywoływał fakt, że w zborach braci polskich kobiety często wygłaszały kazania i nauki moralne. Jedną z podstawowych zasad wspólnoty było partnerstwo w związku małżeńskim – ani żona, ani mąż nie mogli dominować.
Na płaszczyźnie doktrynalnej odrzucenie boskości Jezusa oraz roli Marii jako matki Boga skutkowało odrzuceniem ideału kobiety dziewiczej, niepokalanej i wybranej przez Boga. W rezultacie kobiety i ich rola społeczna nie były idealizowane, lecz traktowane bardziej racjonalnie.
Bracia polscy napisali wiele dzieł na temat kobiet, m.in. Zwierciadełko panienek chrystiańskich ku obejźrzeniu się w powinnościach swych chrystiańskich pisarza ariańskiego, Marcina Czechowica w 1582, Sprawy abo Historyje znacznych niewiast ze wszystkiego prawie pisma świętego dla pamięci krótko zebrane i znowu wydane przez Erazmusa Otwinowskiego z Leśnika (1589) oraz Wszystkie niewiasty Starego i Nowego Testamentu cnotliwe i bezbożne oraz Bohaterowie chrystiańscy. W Sprawach abo Historyjach... tego samego autora. Ta książka przedstawiała postacie kobiet z Biblii, wskazując negatywne i pozytywne wzorce zachowań oraz podkreślając rolę kobiet i ich równość z mężczyznami:
(...) chodzi mi o pouczenie ludzi prostych, ile zacnych spraw Bóg wykonywa przez mdłe naczynie niewieście i dostarczenie panienkom pobożnych rodziców świętych przykładów. A potym aby się też umiały strzedz takich nauczycielów, którzy im tylko do kądziele ukazują (chociaż i tej pismo święte swego czasu nie gani) i czytać słowa Bożego swym własnym językiem nie dopuszczają i owszem gdzie mogą księgi nowego Testamentu Pana naszego i Biblie święte w domiech szlacheckich palą i zagubiają... Tymczasem Pan Bóg w nowem przymierzu niewiasty z mężami jednako porównał..., ich i ducha swego świętego i jednego żywota wiecznego wespołek z mężami uczesnicami uczynić raczył.
Sejm, skazując na banicję braci polskich w 1658, pominął kobiety ariańskie, z których wiele pozostało wraz z dziećmi w Rzeczypospolitej. Wkrótce zauważono, że i one, przyzwyczajone do pracy duszpasterskiej, mogą być „zarzewiem herezji”. W 1662 Sejm „naprawił pomyłkę”, skazując na banicję także kobiety.

## Obyczaje pogrzebowe braci polskich
Przed 1658 w Rzeczypospolitej bracia polscy mieli swoje oddzielne cmentarze. Ich pochówki odbywały się też pod kościołami zamienionymi na zbory. Atrybuty pogrzebowe braci polskich opisuje Zygmunt Gloger w sposób następujący: W prawdziwych grobach arjańskich pod Pińczowem, które rozkopywał Tadeusz Czacki, każdy zmarły miał w ręku tabliczkę z cytatem z 2. listu św. Pawła do Tymoteusza: Scio cui credidi (wiem, komu uwierzyłem). U boku, w butelce dobrze zatkanej, zachowywano opis żywota zmarłego. Podana w opisie Glogera tabliczka w Słowniku geograficznym (Tom VIII, s. 162, hasło: Pińczów) określona jest jako blaszka kruszcowa. Pochówki kryptoarian na terenach Rzeczypospolitej zdarzały się jeszcze w XVIII wieku. Zmarłym chowanym pod kościołami i na cmentarzach katolickich wkładano w rękę zamiast tabliczki ryngraf z łacińskim napisem na odwrocie: Scio cui credidi, czyli „Wiem, komu uwierzyłem” (2 Tym 1:12).
Obecnie największym zachowanym w Polsce miejscem pochówku braci polskich jest tzw. Ariańska Góra w Kosinowie, po zniszczeniu podobnego cmentarza w XIX wieku w Pińczowie i zepchnięciu spychaczami w latach 60. XX w. cmentarza w Rakowie.

## Najważniejsze ośrodki braci polskich na Litwie i w Koronie do 1658
Ruch braci polskich miał charakter wybitnie elitarny, skupił wielu literatów i naukowców, obok zwykłych wyznawców. Lista zborów nie jest dotąd ostatecznie ustalona; Janusz Tazbir szacował ich liczbę na około 150. Nie były to duże wspólnoty, liczyły przeciętnie od 100 do 200 osób.
- Korona
  - województwo krakowskie: Kraków, Lusławice, Raciborsko, Nowy Sącz
  - województwo lubelskie: Lewartów, Lublin
  - województwo mazowieckie: Warszawa
  - województwo podlaskie: Węgrów
  - województwo sandomierskie: Raków, Pińczów
  - województwo wołyńskie: Beresteczko, Hoszcza, Kisielin, Lachowice
- Litwa
  - województwo nowogródzkie: Nowogródek, Iwie, Nieśwież
  - księstwo żmudzkie: Kiejdany, Taurogi

## Doktryna
Bracia za wyłączną podstawę swej doktryny uważali Biblię (zasada Sola scriptura). Podobnie jak arianie nie uznawali dogmatu o Trójcy Świętej.
W początkowym okresie, niektórzy bracia polscy wywodzili z tego bezwarunkowy pacyfizm, a także odmowę służby państwu (zarówno w urzędach wojskowych, jak i cywilnych) jako formy wywyższenia, odrzucenie chrztu niemowląt, wspólnotę dóbr, potępienie kary śmierci. W wielu tych kwestiach naśladowano morawskich anabaptystów. Doktrynę społeczną braci polskich wyłożył m.in. Marcin Czechowic w swoim dziele Rozmowy Chrystiańskie, opublikowanym w Krakowie w 1575.
Ważne miejsce zajmowało hasło sprawiedliwości i równości społecznej, co usiłowała realizować w praktyce ariańska szlachta kujawska poprzez uwalnianie chłopów od pańszczyzny. Jednym ze znanych braci polskich, który uwolnił chłopów od pańszczyzny, był Samuel Przypkowski. Pańszczyznę zniósł w swoim majątku w Przytkowicach.
Wśród historyków polskiej reformacji dominuje pogląd, że doktryna religijna braci polskich, a zwłaszcza jej część kosmogoniczna, teologiczna i chrystologiczna, ewoluowała z trynitarianizmu, poprzez tryteizm i dyteizm, do unitarianizmu.
Powstanie pierwszego jawnego zboru unitariańskiego spowodowane zostało podważeniem przez Grzegorza Pawła z Brzezin fundamentu teologii trynitariańskiej, ale także trydeistycznej i dyteistycznej, jakim jest wiara w pośrednictwo Logosu w dziele stwarzania. Protokoły z synodów ewangelickich, przeprowadzonych w latach 1561–1569, ukazują nagłe pojawienie się unitarianizmu w ostatecznej postaci oraz ostrą na to zjawisko reakcję trynitarian, trydeistów i dyteistów.
Gdy na synod do Bełżyc, odbywający się w marcu 1569 roku, zaproszeni zostali wszyscy ewangelicy biorący udział w tzw. synodzie rozłamowym w dniach 22–30 marca 1565 roku, protokolant zdecydował się na precyzyjne oddzielenie braci polskich-chrystian od trynitarian (troyczaków), tryteistów (troybożan) i dyteistów (dwoybożan). Od samego więc początku wiadomo było, kto jest „bratem”, a kto nim nie jest.

## Znani bracia polscy
- Jan Mączyński – leksykograf, który wydał pierwszy wielki łacińsko-polski słownik „Lexicon Latino Polonicum Ex Optimis Latinae Linguae Scriptoribus Concinnatum” zawierający ok. 20 tys. haseł łacińskich i ich polskich odpowiedników.
- Wacław Potocki – sędzia, poeta, satyryk
- Jan Ludwik Wolzogen – spolonizowany austriacki filozof, teolog, matematyk
- Stanisław Lubieniecki – pastor, teolog i astronom, po 1660 roku na wygnaniu
- Krzysztof Lubieniecki – syn Stanisława, malarz w Niderlandach